# Aufidus conterminus
Aufidus conterminus är en insektsart som beskrevs av William Lucas Distant 1916. Aufidus conterminus ingår i släktet Aufidus och familjen spottstritar. Inga underarter finns listade i Catalogue of Life.